# NGC 6247
NGC 6247 is een peculiair sterrenstelsel in het sterrenbeeld Draak. Het hemelobject werd op 24 september 1862 ontdekt door de Duits-Deense astronoom Heinrich Louis d'Arrest.

## Synoniemen
- UGC 10572
- ZWG 320.44
- KAZ 98
- IRAS 16478+6303
- PGC 59023